# Mount Shishaldin
Mount Shiskaldin er en vulkan beliggende i Alaska nær byen Anchorage. Vulkanen er over 3.000 meter høj og stadig aktiv.
54°45′N 163°58′V / 54.75°N 163.97°V